# Pacsai sortűz
Koordináták: é. sz. 46° 43′ 22″, k. h. 17° 00′ 33″46.722778°N 17.009167°EA Zala megyében lezajlott pacsai sortűz (egyes említésekben pacsai csendőrsortűz vagy pacsai véres vásár) egyike volt az 1930-as évek elejének véres sortűzbe torkolló konfliktusainak. Az 1932. február 18-i pacsai vásáron az adó befizetésére képtelen környékbeli gazdák vagyontárgyait akarták elárverezni, ami felháborította a helyieket. A csendőrök tüzet nyitottak a vásározókra, a sortűznek két halálos áldozata és négy súlyos sebesültje volt.

## A vásár előzményei
Az 1929-es világgazdasági válság a vidéki Magyarországon is éreztette hatását. A gazdák a mezőgazdasági termékek áresése és az irántuk való csökkenő kereslet miatt azzal szembesültek, hogy képtelenek kifizetni az adóterheket, mivel azok (jellegüknél fogva) nem csökkentek, hanem szinten maradtak. A pénzszűkébe került állam a szociális megfontolásokat szinte teljesen figyelmen kívül hagyva egyre erősebben törekedett arra, hogy a működéséhez szükséges adókat behajtsa. Az 1930-as évek elején országszerte megszaporodtak az végrehajtások, vagyonelkobzások és árverezések.
A Pacsa környéki gazdálkodókat a gazdasági válság mellett 1931-ben természeti csapás is sújtotta. A kis- és törpebirtokosok jövedelme már a gazdasági válság kitörése után nem sokkal a létminimum alá csökkent, amikor az 1931-es nyáron a környék termésének jelentős részét jégesők pusztították el. A faluban a természeti csapás élelmiszerhiányhoz vezetett, a legszegényebbek körében rendszeressé kellett tenni az élelmiszer-segélyezést. A helyi adminisztráció hiába jelezte többször is az állam számára, hogy a lakosság az adók megfizetésére képtelenné vált, az adóhatóság a legínségesebb időkben is végrehajtást kezdeményezett a fizetésképtelen gazdák ellen.
Az 1931-es év adóterheit meg nem fizető gazdák ellen 1932 januárjában kezdődtek meg az eljárások. A hatóság szokásos eljárása a korban az volt, hogy elsősorban a gazdák könnyen értékesíthető nagy testű állatait foglalták le, amelyeket a néhány nap múlva a helyi vásáron árverés keretében értékesítettek. Pacsára 1932. február 18-ára országos kirakodó- és állatvásárt hirdettek. Az adóvégrehajtó először Pacsatüttösön 1932. február 17-én rendezett végrehajtás során szembesült a lakosság szervezett szembeszegülésével. A helyiek felháborodása miatt az adótisztnek vagyonelkobzást félbe kellett hagynia. Az általa elhajtott állatokat a helyi legények még aznap éjjel kiszabadították.

## Sortűz a vásáron

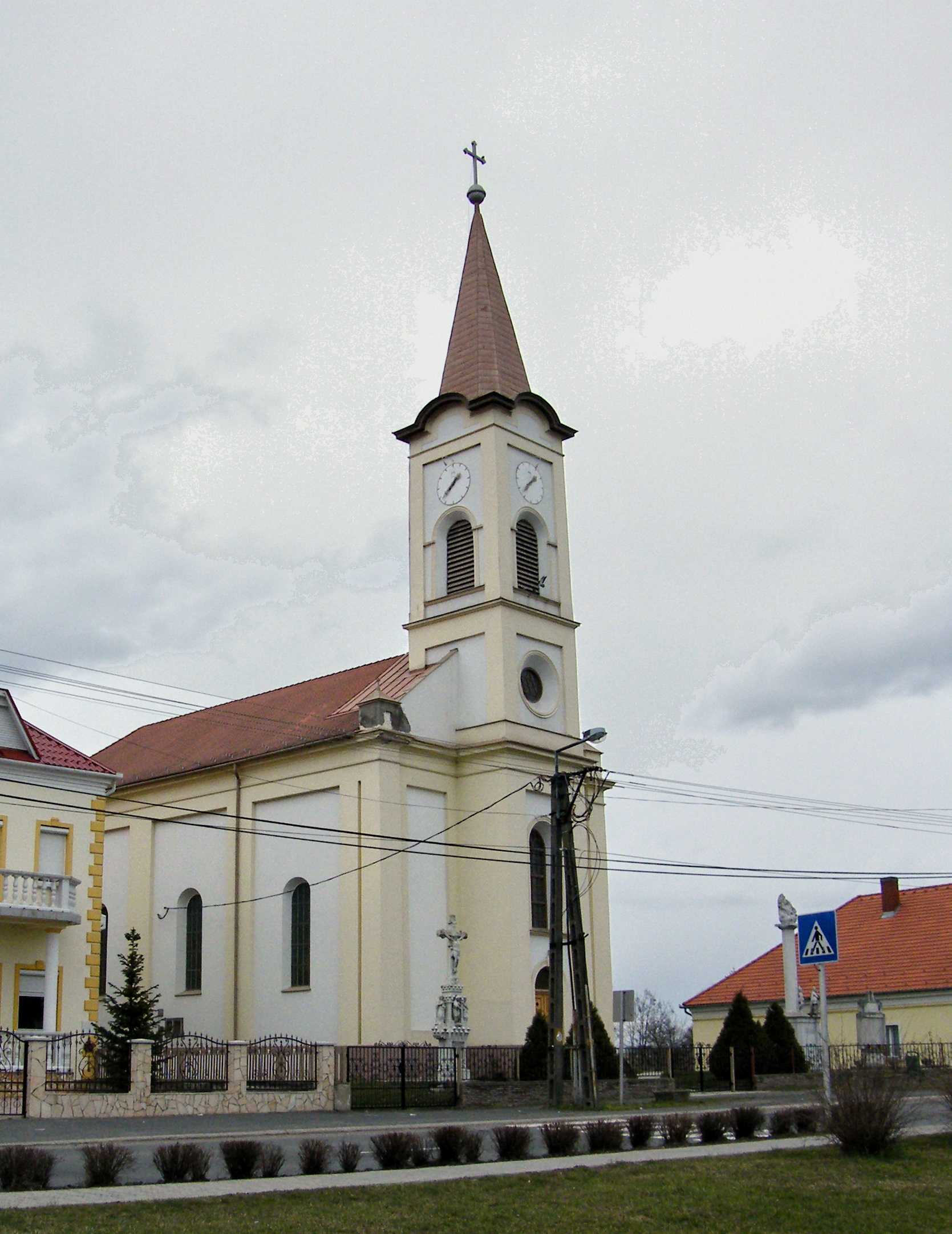
A pacsai Keresztelő Szent János templom. A tömegbe lövő csendőrök a templom és a jobb oldalán látható sárga épület mellett sorakoztak fel.

A besúgók által jelentett nyugtalanság miatt a vásárra a csendőrparancsnok egy megerősített, 7 fős járőrt rendelt ki. A pacsai jegyző azt is kijárta a vármegyénél, hogy a botrányt megelőzendő aznap Pacsán ne legyen végrehajtás. Az ispán végrehajtásokat elhalasztó ígérete azonban csak Pacsa községre vonatkozott, ezért az adóvégrehajtó a szomszédos Zalaszentmihályon folytatta tevékenységét. Még február 18-án reggel hét szarvasmarhát foglalt le a községben, amelyekkel megindultak az alig 5 kilométernyire zajló pacsai vásár felé. Már útközben a vásárról jövő környékbeliek leplezetlen ellenszenvével találkoztak. A végrehajtó közeledtére a pacsaiak lezárták a községbe vezető utat, a lezáráshoz érkező végrehajtót pedig életveszélyesen megfenyegették. A végrehajtó maga mellett fegyveres csendőröket tudva arrogánsan lépett fel, úgy döntött, hogy más útvonalon jut be a vásárba, ám a falubeliek az odavezető mellékutcát is lezárták. Ekkorra az összegyűlt tömeg indulatai már vezérelhetetlenné váltak, fenyegetően követni kezdték a végrehajtó csoportját, közben agyonveréssel fenyegették és a legdurvább sértésekkel illették. A végrehajtó ekkor a kertek alatt, egy patak folyását az iskoláig követve az iskola udvarán át akart a község központjába bejutni. Az iskola udvarán azonban ismét a dühödt helyiekkel találkozott szembe, akik dühét látva végül az iskola épületébe menekült, ahol magára zárta annak ajtaját. A 12 csendőr az adótiszt védelmében felsorakozott az iskola és a templom közötti udvaron.
Az események leírása innentől kezdve ellentmondásos. A csendőrök vallomása szerint vezetőjük az embereket feloszlásra szólította fel, ám a templom kerítésének túloldalán gyülekező tömegből már kavicsok és üvegpalackok is repültek a csendőrök felé. Ekkor a csendőrök önmagukat veszélyben érezvén több lövést adtak le a tömegre, amelynek következtében két vásározó a helyszínen életét veszítette, további négy ember pedig súlyosan megsérült. A későbbi bírósági vallomásokból viszont az derül ki, hogy a tömeg a felszólításra zúgolódva oszlásnak indult, amikor a csendőrök rájuk lőttek. Ezt a változatot erősítik meg az orvosi jegyzőkönyvek is, amelyek szerint az elhunytak hátán találták meg a golyók bemeneti nyílását.
Az áldozatok többsége nem a templom kerítése előtt csoportosuló tömegből került ki, hanem a kicsit távolabb zajló vásár résztvevőiből.

## A sortűz következményei és emléke
A vásárt a sortűz után a csendőrök parancsára azon nyomban bezáratták, a kereskedőket és a környékbelieket hazaküldték. A sortűz után néhány órával minisztériumi sürgöny érkezett Zalaegerszegre, amelyben azonnali hatállyal az adóvégrehajtás beszüntetésére utasították a megyei szervezeteket.
A kormányzat a vidék kilátástalan helyzetét el nem ismervén azt hangsúlyozta, hogy a falubeliek csaknem nyílt lázadásához politikai ellenfeleinek aknamunkája vezetett. Keresztes-Fischer belügyminiszter a parlament ülésén azt állította, hogy a lázadás politikai bujtogatás eredménye. A pacsai főszolgabíró viszont rácáfolni igyekezett a belügyminiszterre, ő a lázítást valószerűtlennek mondta, mivel a mozgolódás a vidék hangulata miatt amúgy is a levegőben lógott. A csendőrség öt főt mégis letartóztatott lázítás vádjával. A sortűz ténye mindenesetre alapot szolgáltatott a kormány politikája elleni tényleges lázításra: 1932 tavaszán a Vörös Segély többször is röplapokon ismertette az eseményeket és bírálta a kormányzatot.
A csendőrség vizsgálatot folytatott le a sortűz ügyében, ennek végén azt állapították meg, hogy a csendőrök jogszerűen jártak el. 1932. októberében zárult a sortüzet követő jogi procedúra, ekkor 10 környékbelit ítéltek el hatósági közeg elleni erőszak miatt.
A pacsai sortűz később többször is feltűnt a közbeszédben és a magyar kultúrában. Gergely Sándor 1934-ben Pereg a dob címmel könyvet írt az esetről, amely Magyarországon 1958-ban jelenhetett meg. A Magyar Televízió 1972-ben Igen híres vásár címmel fél órás dokumentumfilmet készített, amelyet többször is bemutattak a TV-ben. Az államszocialista időszak írott sajtója rendszeresen megemlékezett a sortűzről.